# Pro Scamandro
L'Oratio pro Scamandro (Orazione in difesa di Scamandro), meglio nota semplicemente come Pro Scamandro, è un discorso giudiziario pronunciato nel 74 a.C. dall'oratore romano Marco Tullio Cicerone. Dopo aver esercitato la questura in Sicilia presso Lilibeo nel 75 a.C., Cicerone, avendo compreso che il successo politico dipendeva dall'attività nell'Urbe, pronunciò numerose orazioni giudiziarie in modo da aumentare la sua fama. Il testo dell'orazione è andato perduto.
Lo Scamandro difeso da Cicerone era un liberto di Alatri implicato nella vicenda del tentato avvelenamento dell'eques Cluenzio da parte di un tale Oppianico; nonostante l'intervento dell'oratore arpinate, la colpevolezza di Scamandro fu chiaramente dimostrata, e il liberto fu condannato.